# Pusha T
Терренс ЛеВарр Торнтон (англ. Terrence LeVarr Thornton; нар. 13 травня 1977, Бронкс, Нью-Йорк, Нью-Йорк, США), знаніший як Pusha T — американський репер. Здобув широку популярність, будучи учасником хіп-хоп дуету Clipse, в якому, крім нього, був його брат Джин Торнтон. Восени 2010 року Pusha T підписав контракт з лейблом Каньє Веста GOOD Music, що перебуває під егідою Def Jam Recordings. Навесні 2011 року він випустив свій дебютний сольний проєкт — мікстейп Fear of God, а восени 2013 року вийшов перший студійний альбом артиста під назвою My Name Is My Name. Восени 2015 року Каньє Вест призначив Pusha T президентом GOOD Music, після чого він випустив свій другий альбом King Push – Darkest Before Dawn: The Prelude. Pusha T залишався флагманським артистом лейблу до закінчення свого контракту у 2022 році. У травні 2018 випустив третій студійний альбом Daytona, а в 2022 — It's Almost Dry. 
За свою кар'єру Pusha T отримав п'ять номінацій на премію «Греммі». 2020 року він заснував власний звукозаписний лейбл Heir Wave Music Group, який став платформою для виконавців із Вірджинії.

## Раннє життя
Терренс ЛеВарр Торнтон 13 травня 1977 року в районі Бронкс у Нью-Йорку, але незабаром сім’я переїхала до Вірджинія-Біч, штат Вірджинія, де він і його брат Джин Торнтон виросли. Будучи підлітками, обидва брати продавали наркотики, а Джина батьки зрештою вигнали з дому, коли дізналися про заняття сина. 1992 року разом із братом вони почали робити кар’єру в хіп-хопі, створивши групу, відому як Clipse. Його старший брат Джин був відомий протягом більшої частини часу існування групи як Malice (спочатку вони були знані як Terrar і Malicious відповідно).

## Музична кар'єра

### 1993–2010: Clipse

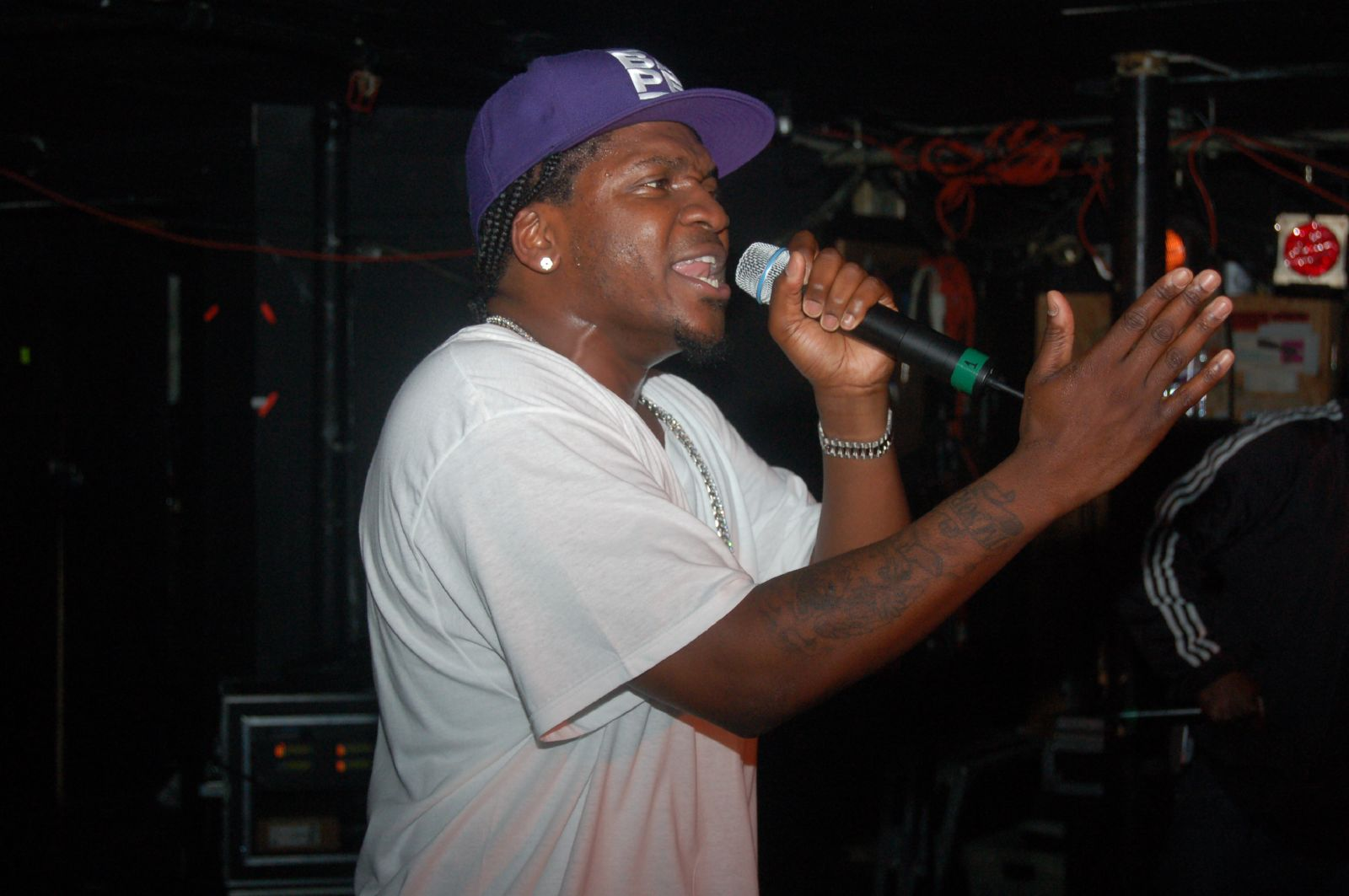
Pusha T виступає в складі Clipse у 2007 році

Невдовзі після створення Clipse брати познайомилися з продюсером звукозапису та співвітчизником із Вірджинії Фарреллом Вільямсом із The Neptunes, який допоміг їм укласти контракт на запис із лейблом Elektra Records у 1997 році. Після цього вони готували свій дебютний студійний альбом Exclusive Audio Footage. Після запису всього альбому вони випустили один сингл «The Funeral», який виявився комерційно невдалим і врешті-решт призвів до скасування випуску альбому, а Clipse невдовзі звільнено з лейбла. Терренс змінив своє ім'я з Terrar на Pusha T. З двох братів, відкритим для запису спільних треків був саме Pusha T, який зумів з'явитися в пісні «Good Stuff» американської співачки Келіс, а також на «Run Away (I Wanna Be with U)» співачки Нівеа. 
На початку 2001 року Фаррелл Вільямс підписав дует на лейбл Arista Records. Їхній дебютний сингл «Grindin'» вийшов 14 травня 2002 року і став літнім хітом Топ-40, досягнувши 30 місця в Billboard Hot 100. Clipse випустили свій комерційний дебютний альбом Lord Willin' 20 серпня 2002 року, який дебютував під номером 4 у Billboard 200, згодом отримавши золотий сертифікат. 2004 року брати запустили свій лейбл під назвою Re-Up Records, а також створили хіп-хоп гурт Re-Up Gang, куди, крім братів, входили хіп-хоп виконавці Ab-Liva та Sandman. 2006 року вони випустили свій третій студійний і найбільш комерційно успішний альбом, Hell Hath No Fury, який отримав високу оцінку рецензентів. 
У 2009, після випуску ще одного альбому, Til the Casket Drops, брати оголосили про зупинення діяльності дуету, пояснивши, що вони хочуть зосередитись на сольних проєктах.

### 2010–2011: Початок сольної кар’єри, GOOD Music

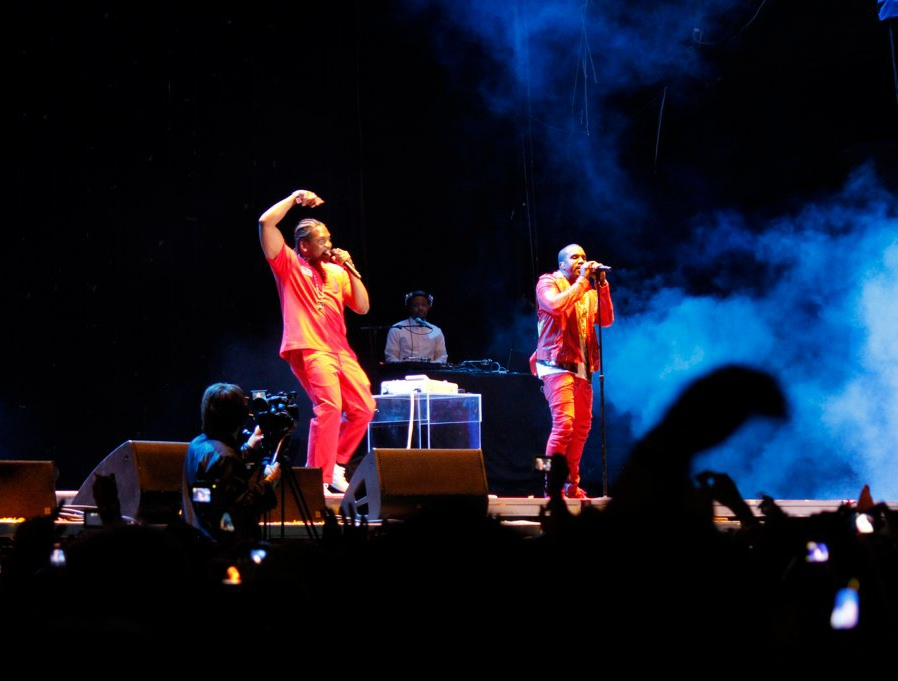
Pusha T (ліворуч) виконує «Runaway» з Каньє Вестом у Lollapalooza Чилі в Сантьяго, 2011 рік.

У вересні 2010-го року Pusha T підписав контракт з лейблом Каньє Веста GOOD Music, після чого одразу взяв участь у низці проєктів лейбла, включаючи п'ятий студійний альбом Каньє Веста My Beautiful Dark Twisted Fantasy, а саме на треку «Runaway», прем'єра музичного відеокліпу якого була представлена на MTV Video Music Awards. Наприкінці 2010 року він підписав контракт з музичним агентством NUE Agency. Навесні 2011 року він випустив свій дебютний сольний проєкт — мікстейп Fear of God, який містить треки та фрістайл виконавця. 31 серпня Pusha T оголосив про укладання угоди з лейблом Def Jam Recordings. Незабаром після виходу його дебютного мікстейпу він анонсує про вихід свого першого міні-альбому, Fear of God II: Let Us Pray. Перший сингл з EP, «Trouble on My Mind», був нелегально «злитий» в інтернет, а другий сингл, «Amen», був оприлюднений незадовго до виходу релізу. В кінцевому підсумку EP вийшов 11 листопада 2011 року, дебютувавши на 66 місці в хіт-параді Billboard 200, продавши близько 9 тисяч копій в перший тиждень продажів.
У 2011 році Pusha T зіграв роль прихильника Міської Карибської Ліги у другому сезоні американського серіалу студії HBO «Як досягти успіху в Америці». Незабаром після виходу свого EP, він почав працювати над своїм дебютним сольним студійним альбомом, виконавчим продюсером якого став Каньє Вест. Пуша згодом повідомив, що після його студійного альбому та мікстейпу від хіп-хоп гурту Re-Up Gang він возз'єднається зі своїм братом, щоб випустити новий альбом від Clipse. Наприкінці 2011 року британська співачка Піксі Лотт випустила сингл «What Do You Take Me For?» до свого другого студійного альбому Young Foolish Happy, на якому з'явився Pusha T. Згодом пісня стала хітом у Великій Британії, дебютувавши на вершині UK Singles Chart.

### 2012–2014:My Name Is My Name

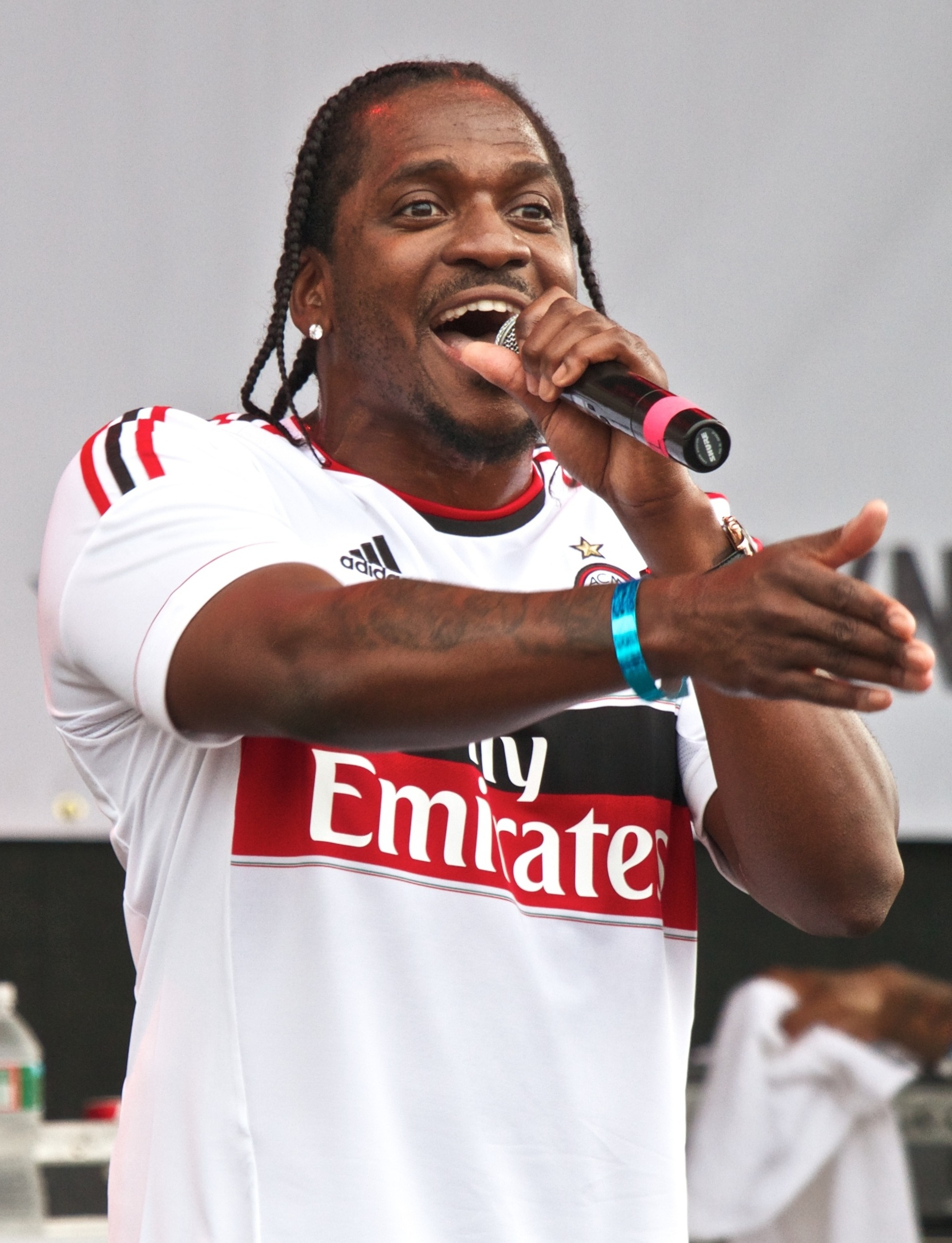
Pusha T виступає у 2013 році

19 жовтня 2011 року Каньє Вест оголосив про плани випуску альбому від артистів GOOD Music під назвою Cruel Summer. 6 квітня 2012 року вийшов головний сингл з альбому, «Mercy», на якому були присутні Каньє Вест, Pusha T, Big Sean та південний хіп-хоп артист 2 Chainz. 24 травня 2012 року Pusha T опублікував пісню «Exodus 23:1», який є дис-треком на Lil Wayne та Drake. Пізніше Lil Wayne відповів дис-треком «Goulish», після чого Pusha T назвав дис-трек Уейна «жахливим» і додав, що Картер не заслуговує на те, щоб він писав на нього відповідь. Також Pusha T взяв участь у третьому синглу з альбому Cruel Summer під назвою «New God Flow». Восени 2012 року Pusha T спільно з Raekwon, Джоелом Ортісом та Денні Брауном зробив саундтрек «Tick Tock» до фільму «Залізний кулак».
Восени 2012 року Торнтон опублікував перший сингл зі свого дебютного студійного альбому — «Pain». У день виходу синглу журнал Spin оголосив, що Pusha T переніс дату альбому на 2013 рік. Виступаючи у Ванкувері, артист заявив, що незабаром випустить мікстейп під назвою Wrath of Caine, який стане провісником його студійного альбому. Трохи згодом, у листопаді, Торнтон назвав ім'я свого студійного альбому, My Name Is My Name. Взимку того ж року він випустив трек «Blocka», продюсерами якого стали Travis Scott та Popcaan.
Попри те, що My Name is My Name повинен був побачити світ влітку 2013, реліз в результаті вийшов 8 жовтня. Альбом отримав високі відгуки музичних критиків, а продажі платівки в перший тиждень склали 74 тисяч цифрових копій, через що він дебютував на 4 місці в Billboard 200. Альбом продюсували Kanye West, The Neptunes, The-Dream, Just Blaze, No I.D., Nottz, Don Cannon та Swizz Beatz, а гостями стали Rick Ross, Young Jeezy, 2 Chainz, Big Sean, Future, Фаррелл Вільямс, Кріс Браун, Kendrick Lamar та інші. Також Pusha T сказав, що не збирається робити довгу паузу, і тому він уже почав роботу над своїм другим студійним альбомом, King Push.

### 2014–2018:King Push – Darkest Before Dawn
Влітку 2014, в інтерв'ю XXL, Pusha T сказав: «Мій наступний альбом буде моїм маніфестом. Минулого року я казав усім, що роблю альбом року. Я дійсно відчуваю, що King Push виправдає усі очікування. Моя мета — випустити найкращий хіп-хоп альбом року». Восени він випустив сингл під назвою «Lunch Money», продюсером якого став Каньє Вест. 9 листопада 2015 року, в інтерв'ю Billboard, Пуша повідомив, що нещодавно обійняв пост президента лейбла GOOD Music.
Взимку Пуша анонсував, що його другий студійний альбом вийде навесні 2015 року. Коли настав час випускати альбом, Pusha T відстрочив випуск альбому ще на місяць. У результаті 18 грудня артист випустив альбом King Push – Darkest Before Dawn: The Prelude, який є «прелюдією» до альбому King Push. King Push – Darkest Before Dawn: The Prelude отримав найвищі рецензії критиків. Згідно з BLKDMNDS, у перший тиждень реліз було прослухано близько 17 млн разів. 31 травня 2016 року він випустив перший сингл з майбутнього альбому «Drug Dealers Anonymous», який включає куплет від Jay-Z. Сингл вийшов на Tidal.
У 2017 Pusha T записав спільну композицію з рок-гуртом Linkin Park під назвою «Good Goodbye», яка увійшла до сьомого студійного альбому рок-гурту One More Light. У тому ж році він записав трек «Let Me Out» спільно з британським рок-гуртом Gorillaz.

### 2018–2022:DaytonaтаIt's Almost Dry
25 травня 2018 року Pusha T випустив свій третій студійний альбом Daytona, який, як передбачалося, називатиметься King Push. Виконавчим продюсером платівки став Каньє Вест. Згодом альбом одержав високі оцінки від музичних критиків. Заключним треком на Daytona став дис-трек на Дрейка «Infrared», в якому Терренс звинувачує його у використанні послугами гострайтера. Наступного дня Дрейк випустив у відповідь дис «Duppy Freestyle», на що Pusha відповів треком «The Story of Adidon».
У лютому 2020 року Pusha T заснувала новий звукозаписний лейбл Heir Wave Media Group, щоб підписувати та розвивати артистів із Вірджинії.
7 лютого 2022 року Pusha T випустив «Diet Coke», головний сингл із свого четвертого студійного альбому It’s Almost Dry, який спродюсували Каньє Вест і 88-Keys. 
6 квітня Pusha T випустив третій сингл для It's Almost Dry, «Neck & Wrist» за участю Jay-Z і Фаррелла Вільямса. 18 числа Pusha T оголосив дату випуску It's Almost Dry — 22 квітня, а також анонсував вечірку для прослуховування в Нью-Йорку під назвою «Cokechella».
It's Almost Dry, спродюсований Фарреллом Вільямсом і Каньє Уестом, вийшов 22 квітня, і отримав широке схвалення критиків. 7 травня 2022 року він дебютував на вершині Billboard 200 із загальним тиражем 55 000 альбомних еквівалентів, ставши першим альбомом Pusha T, який посідає перше місце в чарті.

### 2022–дотепер: Heir Wave Music Group і вихід з GOOD Music
У грудні 2022 року Pusha T оголосив про свій вихід з GOOD Music після антисемітських і прорасових висловлювань засновника лейбла Каньє Веста. Його відхід також завершив його перебування на посаді президента лейблу. Незабаром після цього він зосередив свою увагу на власному лейблі Heir Wave Music Group. Під час інтерв’ю Complex Pusha T заявив: «Мені особливо потрібно створити Heir Wave як платформу та побудувати коло для художників у цьому регіоні, просто тому, що я відчуваю, що це щось, чого ми ніколи не мали». Крім того, він додав: «[лейбл] було створено в дусі «виконавця альбому» — артистів, які мають історію. У них є історія для шанувальників, які хочуть повністю інвестувати в цього конкретного виконавця, увесь їхній рух. Саме так ми обираємо виконавців. Це про автентичність. Це про чисту музику, який би тип музики не був. Вона має бути чистою». Pusha T виступав на 22-му фестивалі музики та мистецтв Coachella Valley у квітні 2023 року.

## Особисте життя
11 червня 2020 року в Pusha T та його дружини Вірджинії Вільямс з'явився первісток, Найджел Брікс Торнтон. Ім'я дитини викликало реакцію в Інтернеті, оскільки «Brixx» є очевидним сленговим терміном для кокаїну, про що Pusha T часто пише в своїх піснях.
У листопаді 2021 року померла його мама, а через чотири місяці помер батько.

## Дискографія
Студійні альбоми
- My Name Is My Name (2013)
- King Push – Darkest Before Dawn: The Prelude (2015)
- Daytona  (2018)
- It's Almost Dry (2022)